# Bioskop

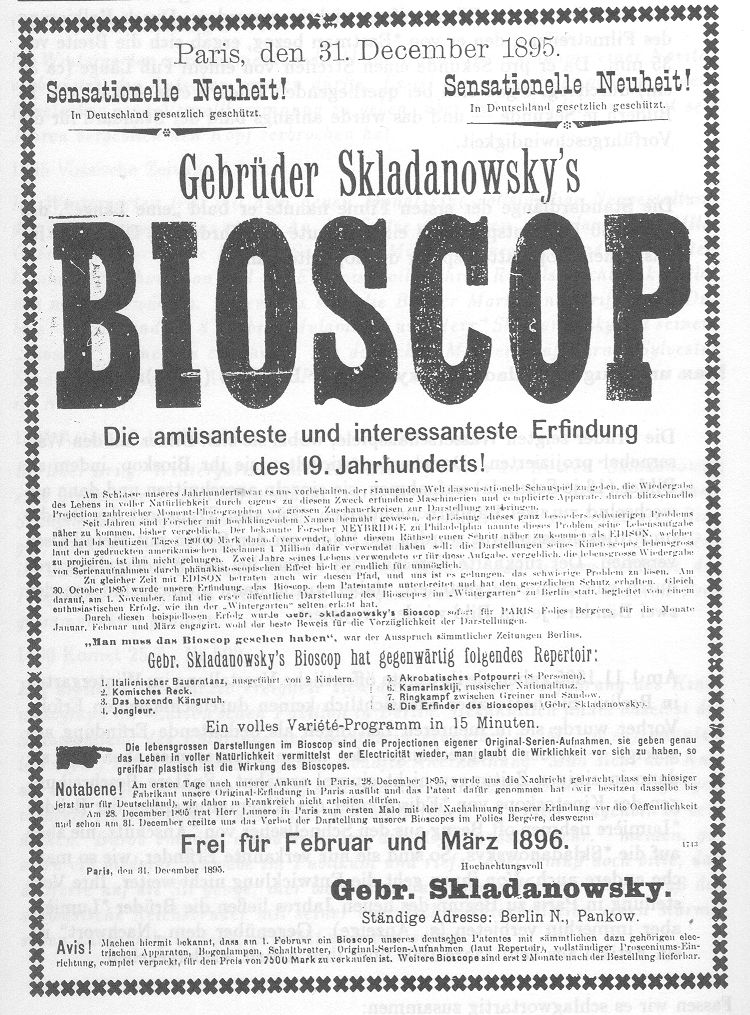
Werbeplakat für Filmvorführungen der Gebrüder Skladanowsky

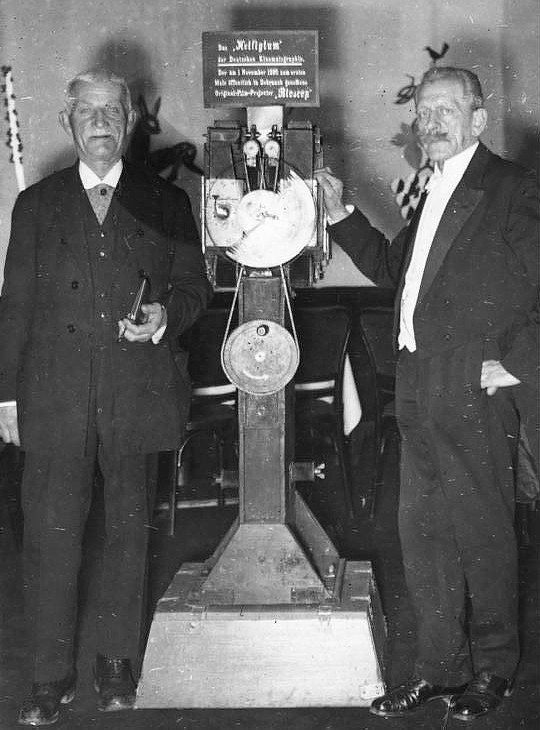
Eugen Skladanowsky (links) und Max Skladanowsky (rechts) mit dem Bioskop (1934)

Das Bioskop (auch Bioscop) war ein Projektionsapparat der Brüder Skladanowsky, der 54-mm-Film mit zwei Filmschleifen verwendete.

## Vorführungen
Die erste Vorführung fand im Juli 1895 im Lokal „Feldschlößchen“ in der Berliner Straße 27 in Berlin-Pankow statt und zeigte Szenen, die zuvor im Garten des Lokals aufgenommen worden waren. Im Ballsaal des Lokals befand sich später das Kino Tivoli. 
Am 1. November 1895 zeigten die Brüder Skladanowsky ihre Filme erstmals im Wintergarten in Berlin im Anschluss an das Varieté-Programm. Am selben Tag wurde Max Skladanowsky vom Kaiserlichen Patentamt ein Patent für eine „Vorrichtung zum intermittierenden Vorwärtsbewegen des Bildbandes für photographische Serien“ erteilt.

## Technik
Den Brüdern Skladanowsky gelang es nicht, Bilderfolgen in gleichmäßigem Abstand aufzuzeichnen. Hauptsächlich lag das an der fehlenden Perforation ihres 54-mm-Films. Sie fotografierten Szenen mit ihrer „Kurbelkiste“ und montierten Positive vom Negativ abwechselnd auf Blankfilm. Dieser wurde zu Endlosschleifen zusammengeklebt und schließlich von Hand mit einer Nietenzange perforiert. Das Bioskop ist ein Projektor nach dem Duplex-Verfahren.
Die Technik beschränkte sich auf das Abspielen von maximal 24 Bildern und setzte sich wegen der oben genannten Problematik nicht durch.

## Ehrung

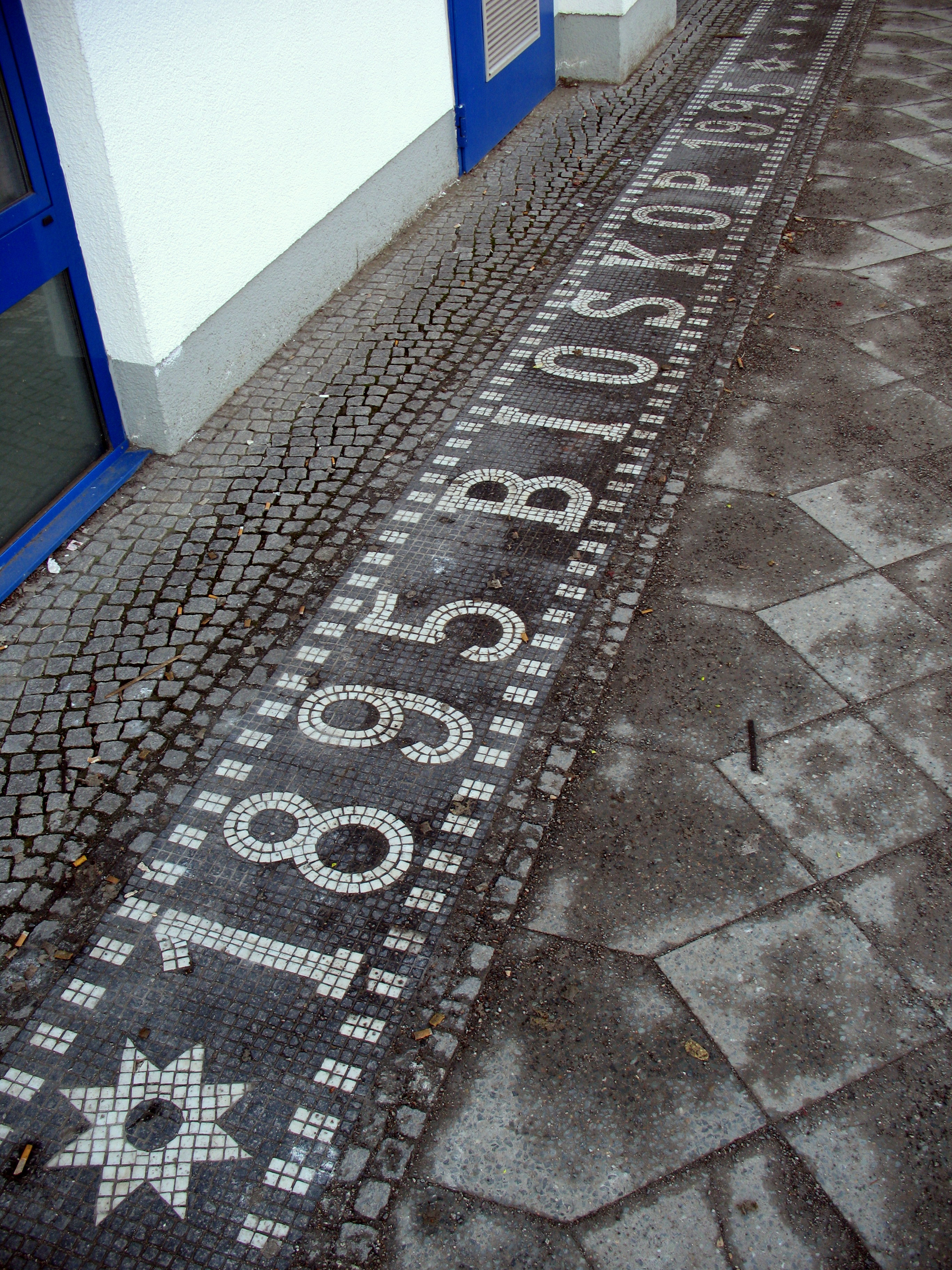
Mosaik in der Berliner Straße

Im Zuge der Planungen zur Sanierung und Wiederinbetriebnahme des Kino Tivoli anlässlich des 100-Jahre-Jubiläums der Bioskop-Uraufführung wurden in Berlin-Pankow mehrere Andenken an die Erfindung der Film-Pioniere Max und Eugen Skladanowsky geschaffen.
Obwohl das Tivoli entgegen den ursprünglichen Plänen abgerissen wurde, sind die Andenken erhalten geblieben.
Vor dem ehemaligen Gelände des Feldschlößchens und Tivoli in der Berliner Straße 27 befindet sich heute auf dem Fußweg ein Mosaikstreifen mit der Aufschrift „1895 BIOSKOP 1995“.
Die ersten Filme des Bioskops sind in Übergröße als Filmstreifen auf Hauswänden der Gebäude Mühlenstraße 12 und 15 dargestellt.
An der Ecke Schönhauser Allee-Kastanienallee im Ortsteil Prenzlauer Berg befindet sich ein weiterer Mosaikstreifen mit der Aufschrift „SKLADANOWSKY“. Bereits 1892 standen die Brüder Skladanowsky in der Nähe auf dem Dach des Hauses Schönhauser Allee 146 und versuchten mit ihrem selbstgebauten Apparat Filmaufnahmen der Umgebung zu machen.

## Trivia
Im ehemaligen Jugoslawien und den Niederlanden (bioscoop) hat sich „Bioskop“ als Standardbezeichnung für das Wort Kino eingebürgert.